# جوزرگان
جوزرگان یک روستا در ایران است که در شهرستان طارم واقع شده‌است. جوزرگان ۹۶ نفر جمعیت دارد.